# Mermelada de yatay
La mermelada de yatay o jalea de yatay es una mermelada o jalea hecha con el yatay, fruto de la palmera butia yatay, nativa de la mesopotamia argentina (donde se la puede encontrar especialmente en el Parque nacional El Palmar), el sur de Brasil y Uruguay.

## Fruto de labutia yatay
El yatay es una fruta pequeña que proviene de las palmeras yatay. Es fibrosa, de color anaranjado, tiene cierto grado de acidez y un aroma fuerte. Posee un carozo en el centro. Tiene una concentración de azúcar muy alta, vitaminas A y C y es una gran fuente de potasio. Además de para su consumo como tal y de las mermeladas y jaleas, se lo utiliza también para la elaboración del licor de yatay, así como de condimentos, salsas, panes saborizados y helados, entre otras cosas.